# Ярополк Андреевич
Ярополк Андреевич — князь, внук Владимира Мономаха, сын Андрея Владимировича Доброго.
В 1157 году участвовал в походе в числе союзников Изяслава Давыдовича киевского на город Туров против Юрия Ярославича. 10 недель понапрасну союзники осаждали Туров, а потом вынуждены были отступить по причине конского падежа.
Зимой 1159/1160 годов Ярополк принял участие, вместе с другими союзниками, в походе князя Мстислава Изяславича волынского на тот же Туров против Юрия. Простояв у города «полтретьи недели» (2,5 недели), союзники вынуждены были снова отступить ни с чем.